# Perjaga
Perjaga is een bestuurslaag in het regentschap Pakpak Bharat van de provincie Noord-Sumatra, Indonesië. Perjaga telt 406 inwoners (volkstelling 2010).